# Georges d'Espagnat
Georges d'Espagnat né le 14 août 1870 à Melun et mort le 17 avril 1950 à Paris est un peintre, illustrateur et graveur français.

## Biographie
En 1888, Georges d'Espagnat entre à l'École des arts décoratifs et à l'École des beaux-arts de Paris. Doté d'un caractère fort et très indépendant, il préfère se former seul en effectuant des copies de tableaux, notamment du musée du Louvre.
Dessinateur et graveur de talent, il contribue à de nombreux périodiques illustrés tels que Le Courrier français (1895-1896), La Critique et Le Rire (1899-1912). Il est l'auteur de lithographies originales. Pratiquant la gravure sur bois, il utilise le canif et obtient un rendu expressionniste. Il donne ainsi plusieurs bois à L'Ymagier dirigée par Remy de Gourmont dont il illustre le roman Sixtine (1922).
Il est le père du physicien Bernard d'Espagnat (1921-2015) et le cousin du peintre et graveur Christian d'Espic (1901-1978). Son frère Paul est également illustrateur.
Georges d'Espagnat meurt le 17 avril 1950 dans le 18e arrondissement de Paris.

## Collections publiques

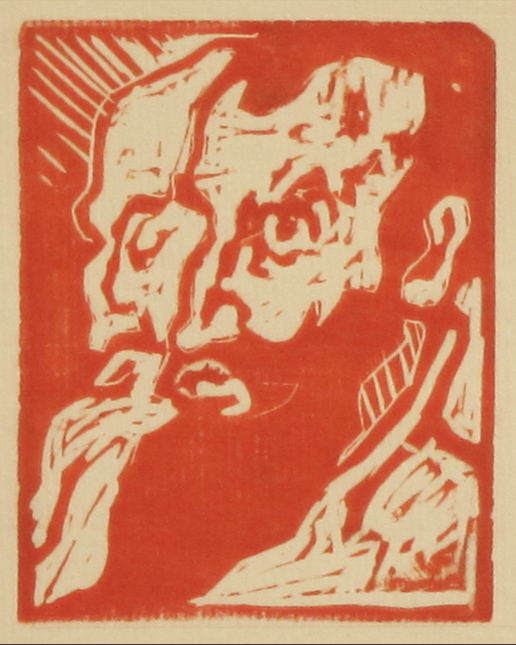
Bois gravé original (1895).

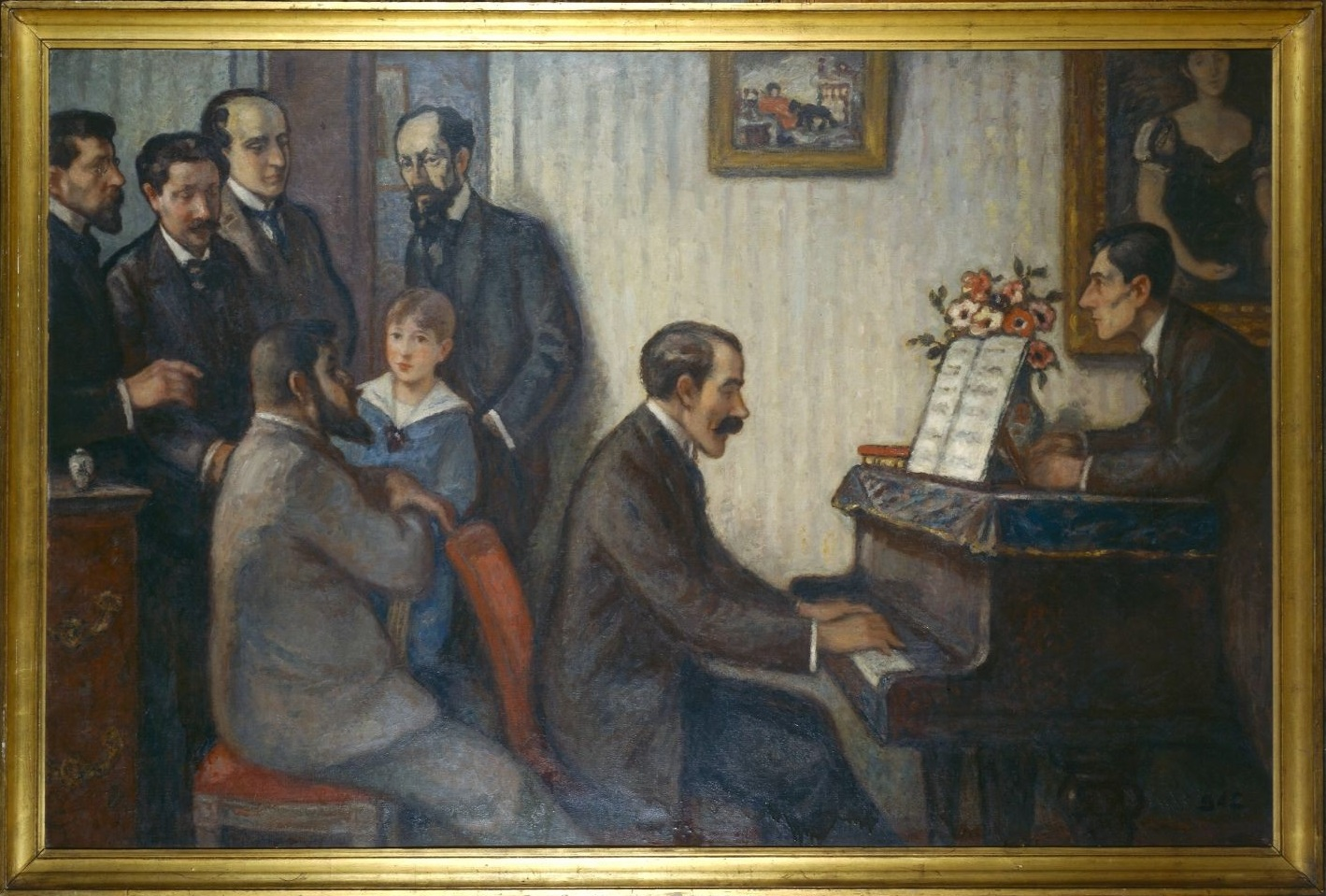
Réunion de musiciens chez M. Godebski (1910).

Très productif, Georges d'Espagnat a peint plus de mille toiles. Ses œuvres sont conservées dans de nombreux musées,.
- Bruxelles, Musées royaux des Beaux-Arts de Belgique.
- Douai, Musée de la Chartreuse.
- Genève, Petit Palais : Le Printemps.
- Madrid, Musée Thyssen-Bornemisza.
- Moscou, Musée des Beaux-Arts Pouchkine.
- New York, Metropolitan Museum of Art.
- Paris :
  - Musée d'Art moderne de la ville de Paris ;
  - Musée d'Orsay ;
  - Bibliothèque-musée de l'Opéra : Réunion de musiciens chez M. Godebski (1910), donation de 1931, tableau représentant des membres du cercle des Apaches, Michel-Dimitri Calvocoressi, Maurice Ravel, Albert Roussel, Florent Schmitt, Déodat de Séverac, Ricardo Viñes au piano, chez Cipa Godebski et son fils Jean, 22, rue d'Athènes à Paris [6].
- Rouen, musée des Beaux-Arts.
- Saint-Tropez, Musée de l'Annonciade.
- Strasbourg, Musée d'Art moderne et contemporain.
- Tokyo, Masuoka Museum of Art.

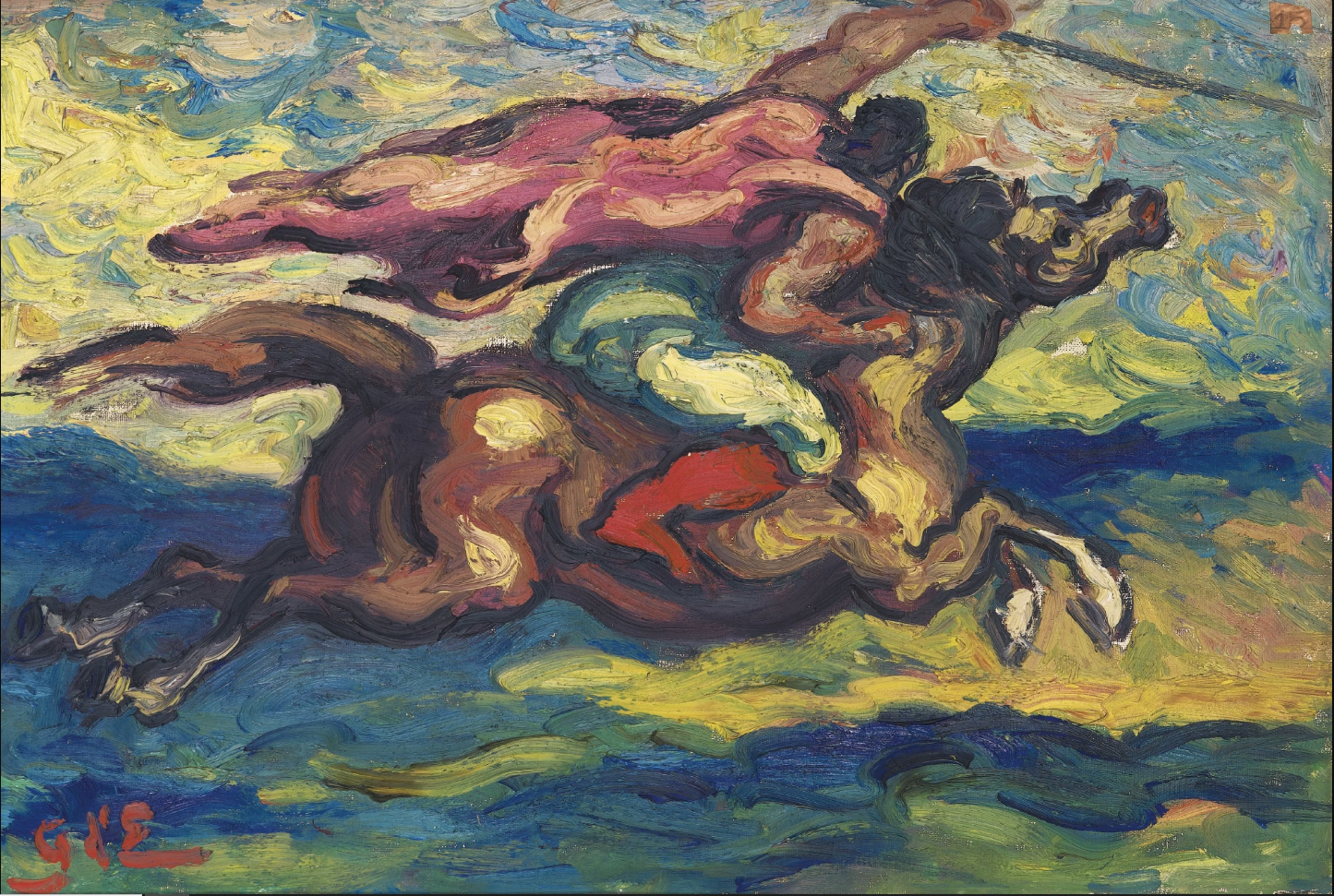
Cavalier (c.1895)
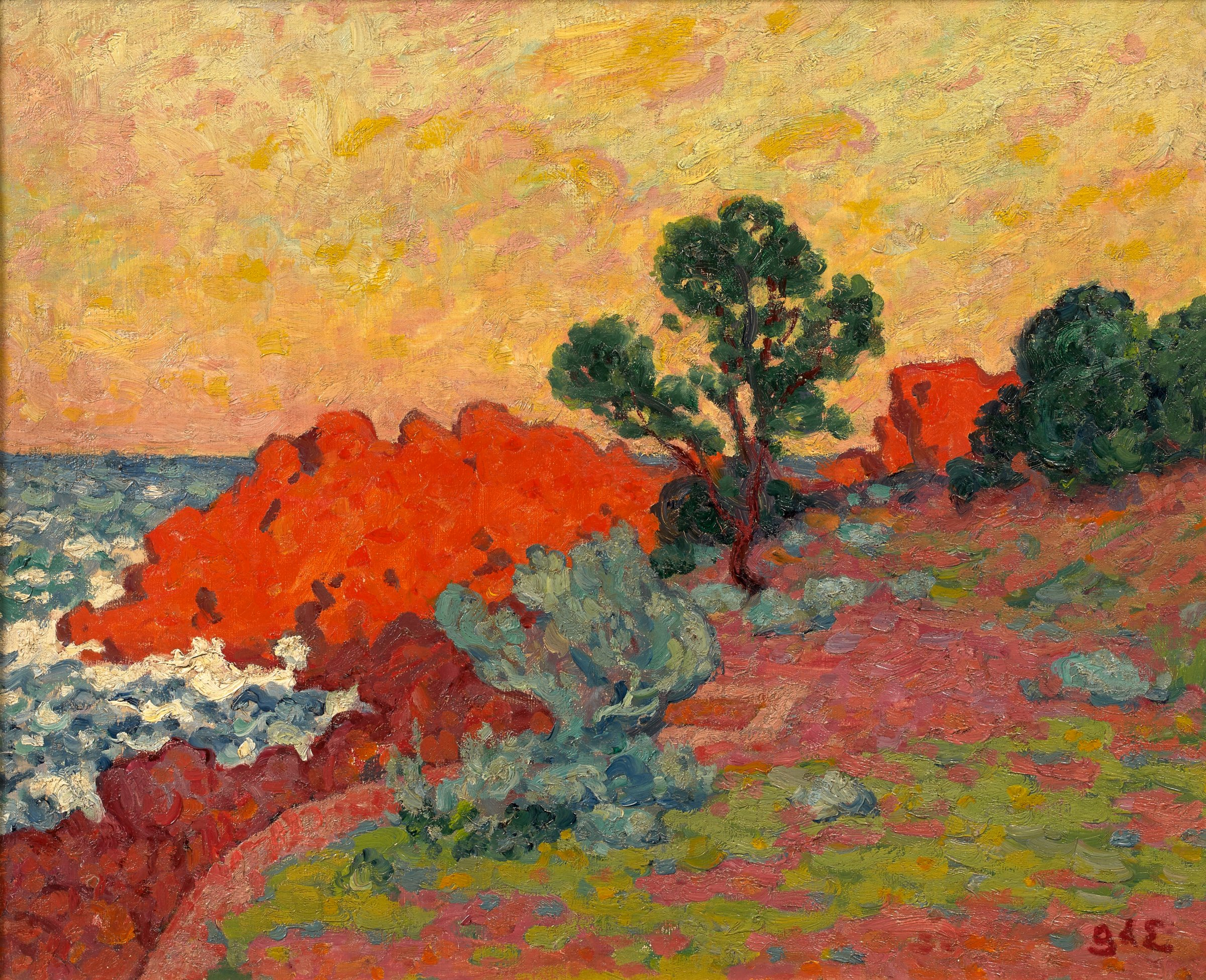
Les rochers rouges (c.1901)
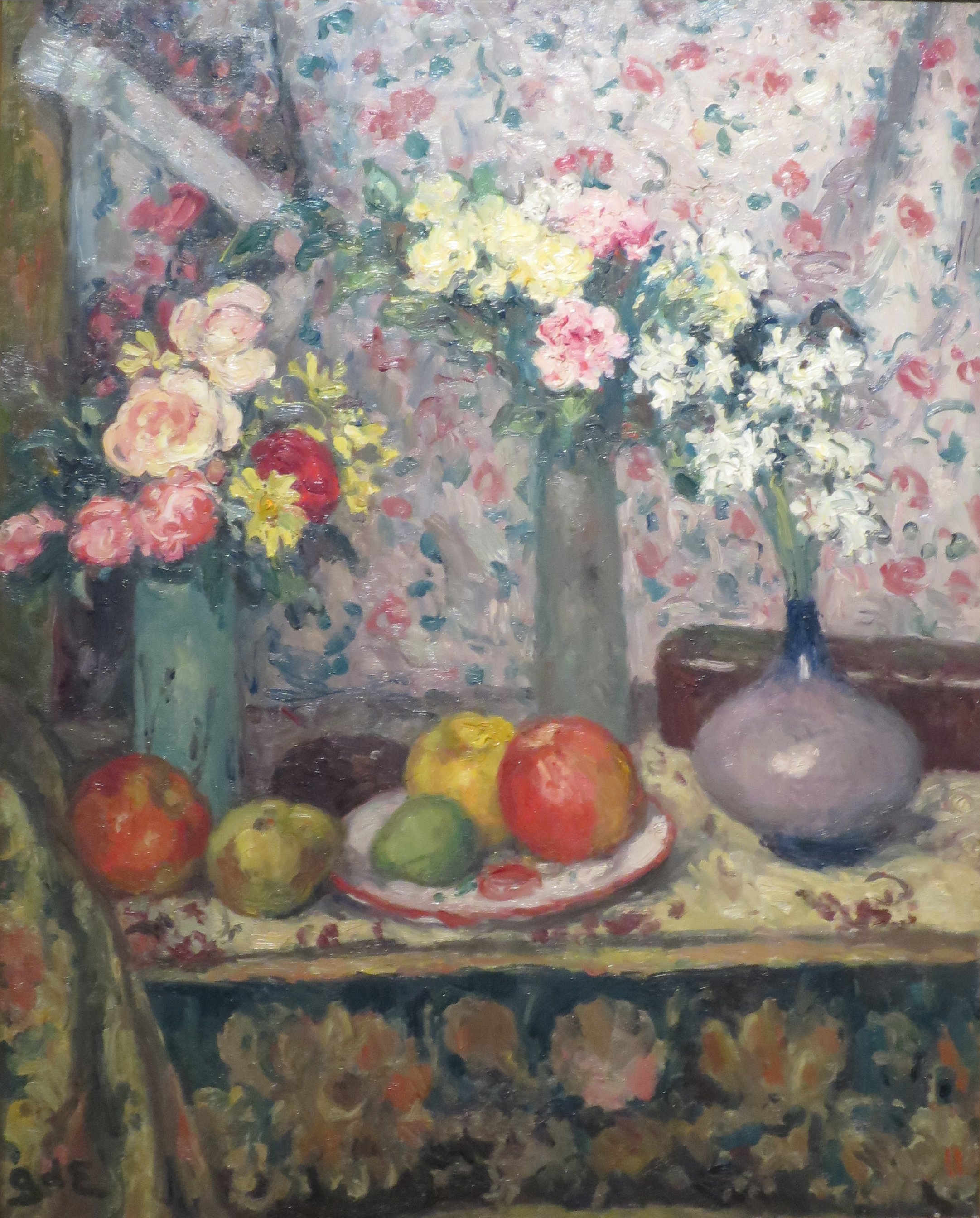
Fleurs et fruits (1907)
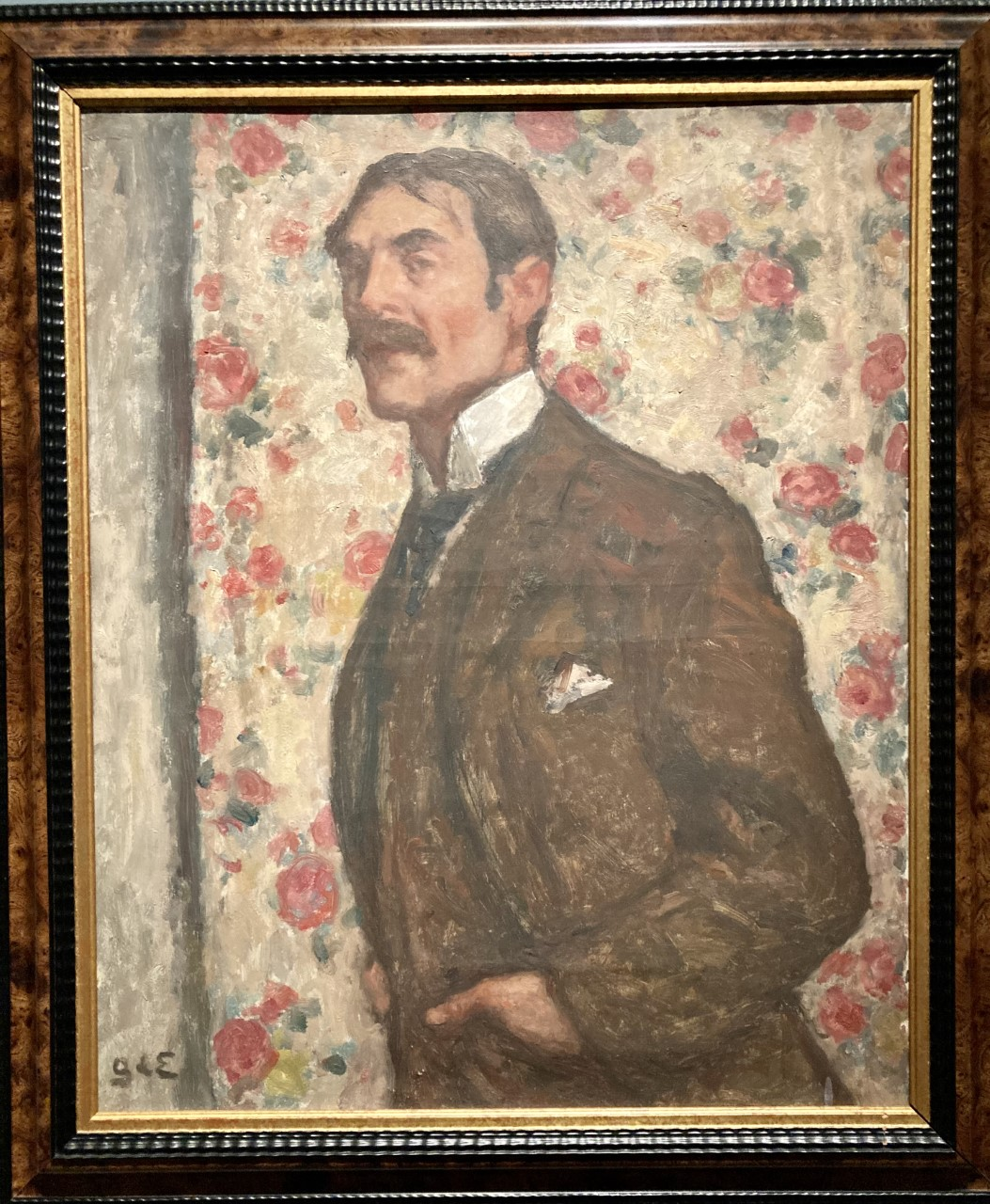
Paul Valéry (1910)
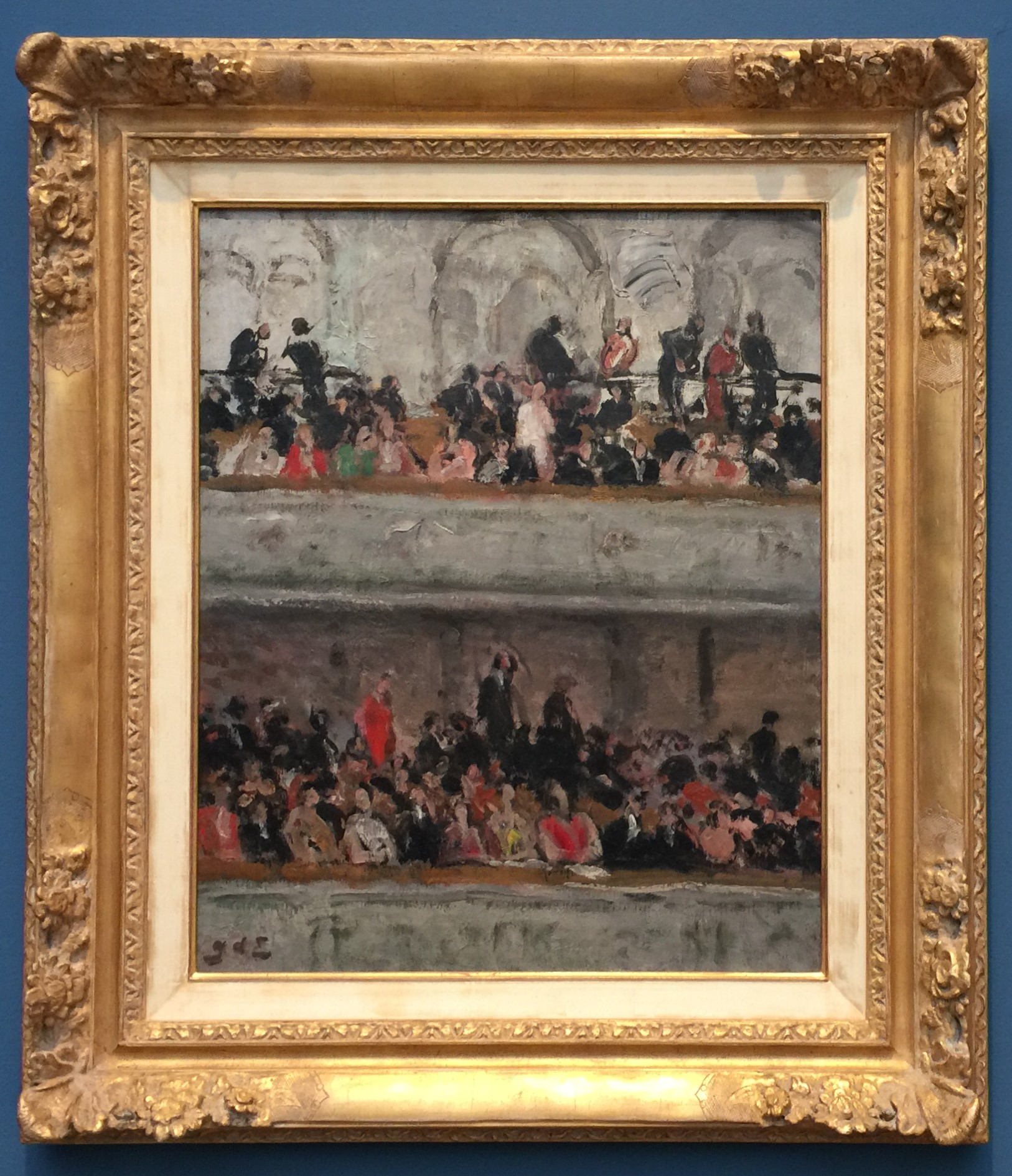
La Salle Gaveau (1930)